# محمد باشا الأخصقلعي
محمد باشا الأخصقلعي سياسي عثماني شغل منصب والي مصر منذ 1762 حتى 1764.